# Бонні МакКі
Бонні Лі МакКі (англ. Bonnie Leigh McKee; нар. 20 січня 1984, Вакавіль, Каліфорнія, США) — американська денс-поп/поп-рок-співачка, авторка-виконавиця та авторка пісень. Її дебютний студійний альбом «Trouble» вийшов у вересні 2004 через лейбл Reprise Records. Опісля того як лейбл розірвав з нею контракт через декілька років після випуску платівки, МакКі довелося взяти музичну паузу, після чого вона почала відбудовувати ім'я у якості авторки пісень. МакКі написала 10 синглів, які досягли вершини музичного чарту США та Великої Британії, і які разом продалися у понад 30 мільйонів копій по всьому світу. У липні 2013 випустила свій сингл «American Girl».
МакКі особливо відома своєю співпрацею із поп-співачкою Кеті Перрі. Вдвох вони написали поп-хіти «California Gurls», «Teenage Dream», «Last Friday Night (T.G.I.F.)», «Part of Me», «Wide Awake» та «Roar». Разом із Тайо Круз МакКі написала пісню «Dynamite», котра стала другим найбільшим бестселером британського виконавця у історії цифрової музики. МакКі також була співавтором пісні Брітні Спірс «Hold It Against Me», пісні Kesha «C'Mon», та писала пісні для Шер, Крістіни Агілери, Келлі Кларксон та Адама Ламберта

## Музичний вплив
На МакКі найбільше вплинули роботи таких виконавців, як Мадонна, Мерая Кері, Тіна Тернер, гурт Blondie, Майкл Джексон, Вітні Г'юстон та Прінс.

## Особисте життя
Відкрита бісексуалка.

## Дискографія
Студійні альбоми
- Trouble (2004)

Міні-альбоми
- Bonnie McKee (2003)
- Bombastic (2015)

## Турне
Відкриваючий виступ
- Ryan Cabrera (2005)
- Jonas Brothers Live (Jonas Brothers) (2013)
- Pulses Tour (Karmin) (2014)
- Kids in Love Tour (Kygo) (2017–18)